# 임시 포트
임시 포트(ephemeral port) 또는 휘발성 포트는 인터넷 프로토콜 스위트의 전송 계층 프로토콜의 통신 종단점(포트)으로, 통신 세션 동안 단기간 동안만 사용된다. 이러한 단기간 포트는 컴퓨터 운영 체제의 IP 스택 소프트웨어에 의해 미리 정의된 포트 번호 범위 내에서 자동으로 할당된다. 전송 제어 프로토콜(TCP), 사용자 데이터그램 프로토콜(UDP), 스트림 제어 전송 프로토콜(SCTP)은 일반적으로 클라이언트-서버 통신의 클라이언트 측에서 임시 포트를 사용한다. 통신 세션의 서버 측에서도 임시 포트는 잘 알려진 포트로 수신 대기 중인 서비스 중 하나에 처음 연결된 클라이언트와의 통신을 계속하기 위해 사용될 수 있다. 예를 들어, TFTP(Trivial File Transfer Protocol) 및 RPC(Remote Procedure Call) 애플리케이션은 이러한 방식으로 동작할 수 있다.
임시 포트 할당은 일시적이며 통신 세션 동안만 유효한다. 세션이 완료되면 포트는 삭제되고 포트 번호는 재사용 가능해지지만, 많은 구현 방식에서는 임시 포트 범위가 소진될 때까지 마지막으로 사용된 포트 번호를 단순히 증가시키고, 이 경우 포트 번호는 롤오버된다. 임시 포트는 요청별로 사용되며 할당된 후에만 번호로 인식되기 때문에 동적 포트라고도 한다.